# Folkearth
Folkearth ist ein internationales Musikprojekt diverser Folk- und Viking-Metal-Musiker, welches im Jahr 2003 gegründet wurde. Der Name (Folk + earth (engl. Erde)) symbolisiert, dass es Folk von Musikern der ganzen Welt ist.
Bis jetzt wurden sieben Full-length Alben veröffentlicht.

## Geschichte
Die Geschichte der Gruppe hat im Februar 2003 begonnen, wenn die Schöpfung des Projekts, die Musiker aus verschiedenen Ländern, Folk- und Pagan Metal Idee spielen könnte vereinigen von einigen Musikern entstanden ist.
Die Band wurde 2003 gegründet als Idee von Ruslanas "Metfolvik" Danisevskis (Ravenclaw) aus Litauen, der befreundete Bands ansprach, ob sie nicht Lust hätten, bei diesem Projekt mitzumachen. Mit Magnus Wohlfart von Nae'blis als Komponist, Wulfstan und Athelstan von Forefather als Multiinstrumentalisten und Marios "Prince Imrahil" Koutsoukos als Texter war ein erstes Line-up vorhanden. In den darauffolgenden Monaten fanden sich zahlreiche weitere Musiker, so dass im Frühjahr 2004 die Aufnahmen zu ihrem ersten Album A Nordic Poem beginnen konnten. Ursprünglich sollte das Album rund 60 Minuten lang sein, jedoch ging einige der aufgenommenen Stücke verloren, so dass A Nordic Poem nur 40 Minuten Spieldauer hat. Da die Qualität des Albums sehr schlecht war, beschloss man, die Aufnahmen neu abzumischen und dann wieder zu veröffentlichen. Nur kurz nach dem Erscheinen von A Nordic Poem wurde schon das nächste Album By the Sword of My Father veröffentlicht. Bei diesem Album waren noch mehr Bands an der Produktion des Albums beteiligt, u. a. Van Langen, Thiasos Dionysos, Hildr Valkyrie, Death Army, The Soil Bleeds Black, so dass das Line-up nun aus 31 Musikern aus 8 verschiedenen Ländern bestand. Als Drakkars in the Mist2007 veröffentlicht wurde, hatte Folkearth das bis dato größte Line-up. Am Album Father of Victory arbeiteten wieder rund 30 Musiker. Je nach Sichtweise ist die Zahl der an einem Album beteiligten Musiker übertrieben, da mehrmals ein Musiker nur an einem einzelnen Lied mitgearbeitet hat, aber dennoch als vollwertiges Mitglied der Band bezeichnet wird. Folkearth ist kein kommerzielles Projekt, d. h. Gewinnerzielung ist nicht die oberste Maxime, auch betreibt die Band nahezu keine Werbung/Promotion, was wahrscheinlich auf Geldmangel zurückzuführen ist.
Aufgrund der komplexen Struktur von Folkearth gab es bisher noch keinen einzigen Auftritt und es wird wahrscheinlich auch nie dazu kommen.

## Stil
Aufgrund der Struktur von Folkearth, laufen die Aufnahmen anders ab als bei „normalen“ Bands. Jedes Lied beginnt mit einer einzigen Spur von einem der Mitglieder von Folkearth und Stück für Stück fügt jeder der anderen Musiker seine eigene Spur hinzu. Manchmal ist der Ausgangspunkt für ein Lied ein einziges Riff oder eine Melodie; manchmal aber schreibt einer der Musiker das ganze Lied allein und die anderen Mitglieder fügen nur noch Feinheiten hinzu. Meistens schreiben mehrere Musiker in Kleingruppen zusammen ein Lied und geben die Noten bzw. die Aufnahme an das nächste Mitglied oder die nächste Kleingruppe weiter. Musikalisch lässt sich Folkearth klar dem Folk-/Viking Metal zuordnen, jedoch verwenden sie eine überdurchschnittliche Anzahl an folkloristischen Instrumenten wie, Laute, Nyckelharpa, Schalmei, Saz und weitere. Da kein gemeinsames Songwriting stattfindet, klingen die Alben mehr wie Kompilationen. Einige Lieder, vor allem die neueren, sind zudem sehr black metal-lastig, was jedoch nicht negativ zu verstehen ist.

## Songtexte
Die Texte sind alle auf Englisch, außer "Gryningssång". Die Hauptthemen in den Texten sind die Geschichte, der Glauben, und die Mythologie der Wikinger, Kelten und Griechen. Die Lieder erzählen Geschichten und sollen unterhalten. Es ist nicht die Absicht vorhanden, eine persönliche oder allgemeingültige Botschaft zu übermitteln.

## Bandmitglieder
| Griechenland - Polydeykis (Zion) - Marios "Prince Imrahil" Koutsoukos (Dol Amroth) - Stefanos Koutsoukos (Dol Amroth) - Nikos Nezeritis (Dol Amroth) - Thanasis Karapanos - Hildr Valkyrie (Hildr Valkyrie) - Faethon Litauen - Metfolvik (Ravenclaw) Monaco - Saga (Black Knight Symfonia, Folkodia) - Anaïs "Nymphadora" (Black Knight Symfonia, Folkodia) Schweden - Magnus Wohlfart (Nae'blis) - William Ekeberg (Broken Dagger) - Simon Frodeberg Schweiz - Simon Müller (Excelsis) Deutschland - Nostarion (Dämmerfarben, Funeral Procession, Falkenbach, Enid, Dystertid, Throndt, Idhafels, Fetus Excavation, Folkodia) - Morten Basse (Thulr) - Dennis Schwachhofer (Vroudenspil) USA - Dreogan (Peordh) - Mark Riddick (The Soil Bleeds Black) Italien - Axel (Death Army) - Raven - Ulven (Draugen) Belgien - Roman Samonin (Morituri) - Ralf Goossens (Morituri) Kroatien - Vojan Koceic (Koziak) Norwegen - Haavard Tveito (Vetter) Russland - Orey (Pagan Reign) - Vetrodar (Pagan Reign) Spanien - Autumn (Hordak) - Winter (Hordak) - Antonio Mansilla (Last Deception) - Jesus Sierra (Last Deception) - Jose Luis Frias - A. Pangin - GG Karman Australien - Matthew Bell (Troldhaugen, Seventh Sword, Folkodia, Menelvagor, KnightQueste) - Sean "Forneus" Falconer (Forneus, KnightQueste, Troldhaugen, Folkodia) Polen - Shav (USOP) - Yode (USOP) | Österreich - Alex "Hugin" Wieser (Uruk-Hai, Hrossharsgrani) Großbritannien - Athelstan (Forefather) - Wulfstan (Forefather) - Owain ap Arawn (Annwn) Schweiz - Chrigel Glanzmann (Eluveitie) Schweden - Jeremy Child (Yggdrasil) - Jonas Fröberg (Trymheim) - Kristofer Janiec - Michelle Maas - Niklas Olausson (Broken Dagger) - Daniel Fredriksson (Otyg) - Daniel Pettersson (Pettersson & Fredriksson) Deutschland - Tobias Andrelang - Achim Eberle - Ralf Gruber - Bernd Intveen (Van Langen) - Sabine Stelzer (Van Langen) - Marcus Van Langen (Van Langen) - André Groschopp (Thiasos Dionysos) USA - Shea Martinsson (Mag Mell) Italien - Becky - Alessandro Caruso (Hysterya) - Francesca Crotti - Igor Saviola - Fabio Drovandi |

## Diskografie
- A Nordic Poem (2004)
- By the Sword of My Father (2006)
- Drakkars in the Mist (2007)
- Father of Victory (2008)
- Songs of Yore (2008)
- Fatherland (2008)
- Rulers of the Sea (2009)
- Viking's Anthem (2010)
- Sons Of The North (2011)
- Minstrels by the River (2011)
- Valhalla Ascendant (2012)
- Balder's Lament (2014)